# Acharnerna
Acharnerna (klassisk grekiska: Ἀχαρνεῖς Akharneîs) är en pjäs från 425 f.Kr. av den grekiske författaren Aristofanes. Den handlar om en attisk bonde, Dikaiopolis, som under det peloponnesiska kriget lyckas att sluta ett personligt fredsavtal med spartanerna. Pjäsen har ett tydligt fredsbudskap. Det är Aristofanes tredje pjäs och den äldsta av hans pjäser som finns bevarad. Den vann förstapriset vid Lenaiafestivalen år 425, före pjäser av Kratinos och Eupolis.